# 住吉廣行 (絵師)

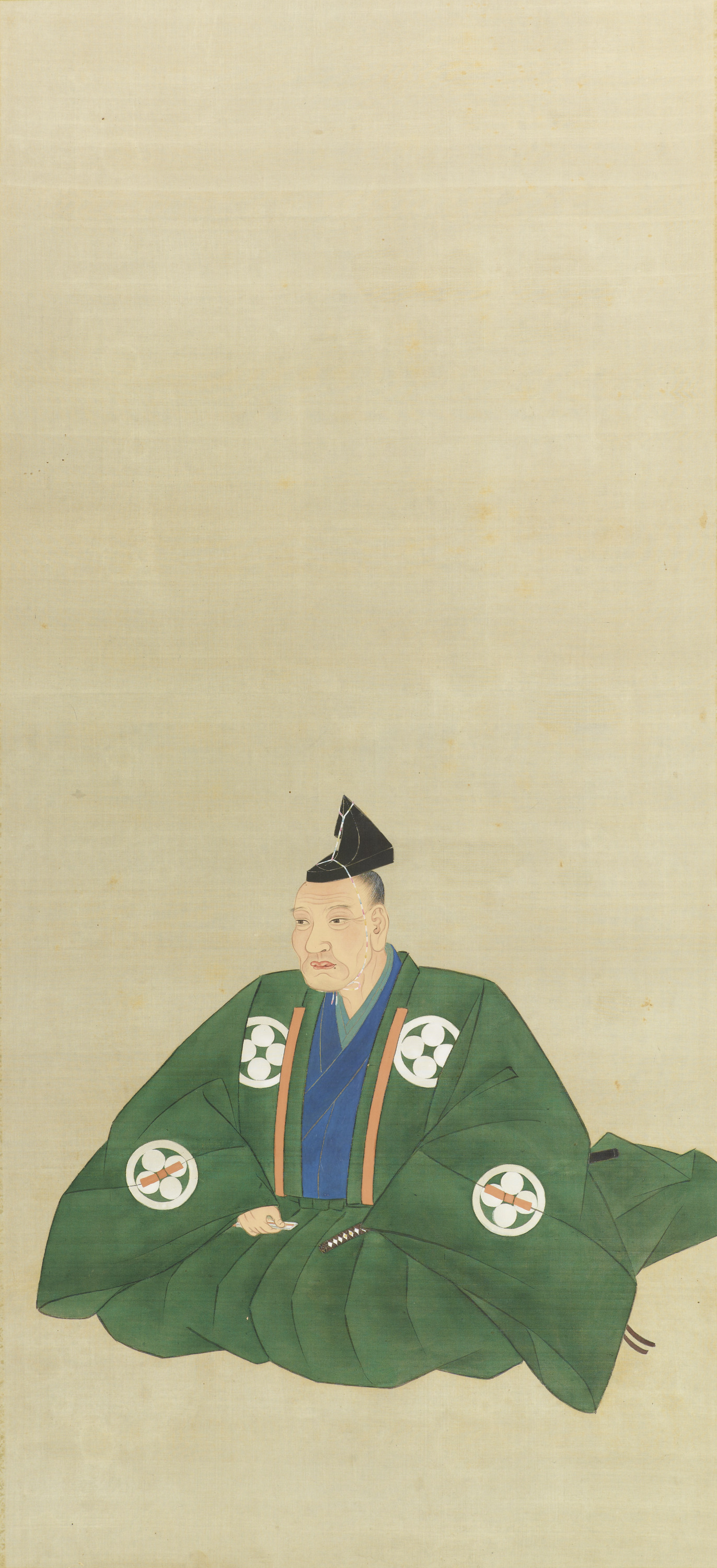
住吉広行像（東京国立博物館蔵住吉広守・住吉広行・板谷広当像より）

住吉 廣行（すみよし ひろゆき、宝暦4年〈1754年〉 - 文化8年8月6日〈1811年9月23日〉）は、江戸時代中期から後期に活躍した大和絵の流れをくむ住吉派の絵師。通称は、住吉家当主が代々名乗った内記。号は景金園。松平定信に重用され、徳川家斉の時代に狩野派に替わって大和絵界の頂点に立った。

## 伝記
住吉派4代住吉廣守の妾腹の3男とされるが、実際は廣守の高弟・板谷桂舟（慶舟）の長男とも言われる。住吉廣守の養子となって住吉家を継ぎ、住吉派を率いる5代当主として、1781年（天明元年）に江戸幕府の御用絵師となった。1786年（天明6年）10代将軍徳川家治の養女・種姫が紀州藩主・徳川治宝に輿入れする際、絵巻物類を制作した。寛政の内裏新造に際しては、制作途中に亡くなった狩野典信に代わり賢聖障子を制作した。
また、老中松平定信の命により柴野栗山や屋代弘賢と山城、大和の古社寺の宝物調査にあたって、1792年（寛政4年）に『寺社宝物展閲目録』（東京国立博物館蔵）をまとめたほか、古画の鑑定や模写も数多く行なった。1794年（寛政6年）尾張藩主・徳川宗睦の命で『東照宮縁起絵巻』の模写を完成させている（名古屋東照宮蔵）。亡くなる年には、朝鮮通信使に贈る屏風絵を制作したとする資料もある。
1811年（文化8年）没。戒名は隆善院廣行達道居士。住吉家は長男廣尚、次いで次男弘貫が継承した。廣行の戒名も刻まれた住吉家代々の墓は、上野の護国院から多磨霊園に改装され、現存している。
弟子に、伊予松山藩御用絵師の遠藤廣實など。

## 代表作
| 作品名                         | 技法     | 形状・員数 | 寸法（縦x横cm）   | 所有者         | 年代   | 落款・落款           | 備考 |
| ------------------------------ | -------- | ---------- | ----------------- | -------------- | ------ | -------------------- | --- |
| 聖賢図屏風                     | 絹本著食 | 八曲二双   | 165.7x497.5（各） | 東京国立博物館 | 18世紀 |                      | 現在、京都御所に所蔵されている原本の副本か。東博収蔵以前は、台帳から大正6年（1917年）まで主殿寮に伝来していたことがわかる。 |
| 和歌三神図                     | 絹本著色 | 3幅対      | 100.0x38.0（各）  | 東京国立博物館 | 18世紀 | 各幅に「住吉広行畫」 | 歌道の守護神として祀られた住吉神、玉津島神、後世神格化された柿本人麻呂の三神を描く。                                        |
| 源氏物語須磨巻絵巻             | 紙本著色 | 1巻        |                   | 斎宮歴史博物館 |        |                      | 土佐光貞が描いた同名の絵巻（ハーバード大学美術館蔵）とほぼ図様が一致                                                        |
| 舞楽図                         | 絹本著色 | 1幅        | 83.8x144.9        | 毛利博物館     |        |                      | 藤原道長の正室倫子六十歳の慶賀を描いたもの。長州藩8代目藩主毛利治親夫人・節子の求めで、表道具として制作された。             |
| 春秋                           | 絹本著色 | 双幅       |                   | 石橋美術館     |        |                      | |
| 神功皇后・応神天皇・武内宿禰図 | 絹本著色 |            |                   | 宇美八幡宮     |        |                      | |
| 東照宮縁起絵巻                 | 紙本著色 | 5巻        |                   | 名古屋東照宮   |        |                      | 廣行、板谷慶舟、板谷慶意の合作。奥書は尾張藩家老・成瀬正典。                                                                |
| 平安朝相撲節会取組之図         |          |            | 44.5x70.0         | 相撲博物館     |        |                      | |

## 住吉派
江戸時代初期に住吉如慶によって創始された大和絵の画派で、代々幕府の御用絵師を務め、明治時代まで続いた。内記を通称として継承した。土佐派から分かれて江戸で活躍し、細密な描写、濃密な彩色、吹き抜け屋台などの特徴をもち、風景画や物語絵巻などを得意とした
- 初代・住吉如慶（1598―1670） ‐ 本姓・高木。堺出身。土佐光吉門下となり、土佐広道（広通）を名乗る。1661年（寛文1年）に剃髪して如慶の号を賜り、後西天皇の命により鎌倉時代の絵仏師・住吉慶恩（慶忍）の画系復興のため姓を住吉と改めた。[17][19]
- 2代・住吉具慶（1631-1705） ‐ 如慶の長男。1685年に幕府の奥絵師となり、江戸で大和絵を広め、のち法眼に叙せられた。[20]
- 3代・住吉広保（1666-1750） ‐ 具慶の子。[11]
- 4代・住吉広守（1705-1777） ‐ 広保の子。[11]
- 5代・住吉広行（1755-1811） ‐ 本項。広守の養子。急逝した狩野典信に代わって最も格式の高い紫宸殿の「賢聖障子」の制作を行い、住吉派の名を高めた。[3]
- 6代・住吉広尚（1781-1828）  ‐ 広行の長男。[11]
- 7代・住吉弘貫（1793-1863） ‐ 広行の次男で広尚の弟。賢聖障子を修繕するなど、活躍が認められて旗本（小十人格）に列せられた。[11][21][22]
- 8代・住吉広賢（1835-1883） ‐ 弘貫の養子。旧姓・遠藤。[11]
- 9代・住吉広一（1866-1906） ‐ 広賢の子。[11]